# Premersdorf
Premersdorf je naselje v Občini Lurnsko polje v Okraju Špital ob Dravi  na Koroškem v Avstriji.